# Rabensburg
Rabensburg là một thị xã thuộc huyện Mistelbach trong bang Niederösterreich.